# Оползни в Сьерра-Леоне (2017)
Оползни в Сьерра-Леоне начались в 3 часа ночи 14 августа 2017 года в полуостровной провинции Западная область в результате проливных дождей. Был затронут ряд городов полуострова, в том числе столица страны Фритаун, где оползни сопровождались наводнением, ранее вызванным дождями. Было затронуто более 6000 человек, из них 1141 были объявлены погибшими или пропавшими без вести, по оценкам примерно 3000 человек остались без крова.

## Причины
Возможность серьёзного наводнения и оползней в Сьерра-Леоне усугубляется несколькими факторами. Фритаун расположен примерно на уровне моря или ниже него, а по бокам его окружают горные хребты, что приводит к большому количеству осадков. Сезон дождей в 2017 году выдался особенно дождливым: в июле во Фритауне выпало более 41 дюйма осадков, что превышает средний показатель в 13,8 дюйма более чем в 3 раза. Метеорологический департамент Сьерра-Леоне не выпускал никаких предупреждений перед проливными дождями, чтобы ускорить эвакуацию из зон бедствия, однако в августе во Фритауне и в близлежащей сельской местности произошли наводнения.

## Оползни
Главный оползень произошёл в районе города Риджент из-за обрушения склона Сахарной Головы, самой высокой горы на севере Западной области, на подножии которой находится Фритаун. Хотя видимость была ограничена из-за тумана, несколько очевидцев сообщили, что оползень проходил в два этапа. Считается, что сперва в 6:50 по местному времени из-за шума пролетающего самолёта обрушилась нижняя часть склона, а через 10 минут обрушилась верхняя часть, что сопровождалось сильным взрывным шумом и сотрясением земли, после чего на землю начали падать валуны разных размеров и вырванные с корнем деревья. В нижнем районе Риджента осталось всего несколько построек. Обломки переместились вниз к руслу реки, которая течёт к пляжу Ламли. Нижняя часть склона обрушилась в реку Бабадори, что усугубило наводнение.
Жители поселения Камаяма сообщили о большой «приливной волне», движущейся вниз по руслу реки сразу после оползня. Этот поток, несущий ил, валуны, стволы деревьев и строительный мусор, вместе с водной стеной перед ним вызвал полное разрушение или значительный ущерб поселениям ниже по течению реки.
Ещё четыре оползня произошли в районах Риджент, Годерих и Такугама.
Два других оползня произошли в районе Такугама, недалеко от заповедника шимпанзе, этот район очень густо засажен деревьями. Эти оползни были замечены только спустя несколько дней после происшествия — 17 августа.

## Ущерб
Среди городов самый разрушительный удар на себе испытал Риджент — было разрушено 349 зданий, а из 1141 погибших или пропавших без вести людей 808 были из Риджента. Во Фритауне морги были переполнены телами, многие из них были разложены на полу. Из-за недостатка рабочей силы уже на следующий день после оползней 320 человек были похоронены в двух братских могилах в городе Уотерлу. Несколько тел отнесло в открытое море, они были найдены на побережье Конакри, столицы соседней Гвинеи.

### Инфраструктура
Общая экономическая стоимость последствий оползней и наводнения оценивается в $31,65 млрд. Наиболее сильно стихийные бедствия сказались на недвижимости, социальной защите и здравоохранении. Пострадавшие районы также столкнулись с нехваткой воды, в связи с чем ЮНИСЕФ раздавал 26 000 литров питьевой воды в Сьерра-Леоне ежедневно.
Было оказано серьёзное влияние на дорожное и пешеходное сообщение. Так, были умеренно повреждены или разрушены 8 автомобильных и пешеходных мостов, соединяющих поселения Камаяма и Канинго, а также повреждено около 5,5 км железных дорог. В сумме связанный с повреждением дорог и мостов ущерб составил почти $1 млн. Производственные отрасли понесли меньшие убытки, однако ущерб этим отраслям существенно влияет на качество жизни.
Влияние на энергетический сектор оказалось особенно сильным в низменных районах, где Управление по распределению и снабжению электроэнергией располагало трансформаторами, опорами и кабелями.
Было повреждено 6 медицинских учреждений. В то время как предполагаемый прямой ущерб здравоохранению составляет всего около $25 тыс., большая стоимость убытков, составляющая почти $4,7 млн, связана с реагированием на чрезвычайные ситуации для контроля распространения заболеваний и оказания временной медицинской помощи в пострадавших районах.
Были затронуты 59 школ, в основном из-за наводнений. Оценочная стоимость ущерба составил почти $0,52 млн, ещё $0,7 потрачено на компенсацию потерь за счёт создания новых школ и обеспечения их готовности. Предполагаемые потребности в сфере образования были оценены чуть более чем в $2 млн.
Из-за стихийных бедствий также пострадало около 9 га национального парка полуострова Западная область. Общий ущерб и убытки сектора окружающей среды оцениваются в $7 тыс., а общие потребности сектора были оценены более чем в $1,85 млн.

## Реакция
Многие международные организации сразу же отреагировали на стихийные бедствия, предоставив затронутым жителям еду, жильё и мобильные телефоны. Среди прочих, были вовлечены Action Against Hunger, CARE International, GOAL, Save the Children, Международная организация инвалидов, Международный комитет Красного Креста, Министерство международного развития Великобритании, Мусульманская помощь, План, World Vision International и различные агентства ООН.
Гуманитарную и денежную помощь Сьерра-Леоне также оказал ряд стран и союзов, в том числе ЭКОВАС, которое пожертвовало $300 000. Европейский союз выделил сумму в размере 300 000 евро на гуманитарную помощь. Помощь от африканских стран включала 28 тонн предметов помощи от Ганы, $500 000 от Того, 20 средств передвижения для доставки еды и медикаментов от Либерии, 315 тонн различных гуманитарных материалов и $1 млн от Нигерии, полторы тонны медикаментов от Кот-д’Ивуара, $100 000 от Сенегала, 66 тонн палаток, одеял и наборов для борьбы с холерой от Марокко и $615 000 от ЮАР. Некоторые страны направили в Сьерра-Леоне группы специалистов для оценки рисков дальнейших оползней или помощи в опознании жертв.
Военнослужащие, полиция, местные организации и добровольцы Красного Креста Сьерра-Леоне внесли вклад в немедленные восстановительные работы и поиски людей. Непрекращающиеся ливни, топография пострадавших районов и повреждённое пешеходное и автомобильное сообщение нарушили усилия по оказанию помощи. Были выбраны два места для добровольного переселения. Антисанитарные воды после стихийных бедствий вызвали опасения по поводу распространения холеры, а на момент оползней почти 40 % хозяйств в затронутых районах пользовались водой из вырытых колодцев. В связи с этим были проведены учебные курсы по гигиене для предотвращения вспышки болезней, передающихся через воду. 15 августа правительство Сьерра-Леоне начало свою первую кампанию вакцинации против холеры, охватив 500 000 жителей Западной области.
Правительство Сьерра-Леоне запросило поддержку у Всемирного банка для проведения быстрой оценки ущерба и убытков. Она была проведена с 24 августа по 8 сентября 2017 года, в ходе неё были также проведены предварительные расчёты для мобилизации средств и немедленного восстановления инфраструктуры. Офис Национальной Безопасности Сьерра-Леоне (ОНС) порекомендовал эвакуацию из районов, подверженных стихийным бедствиям.
15 августа Президент Сьерра-Леоне объявил о начале семидневного траура 16 августа с немедленным вступлением в силу, в этот период все флаги были приспущены. Общественность попросили соблюдать минуту молчания в 12 часов дня в первый день.